# Гордійчук Андрій Андрійович
Гордійчук Андрій Андрійович (нар. 8 лютого 1977 року, м. Новоград-Волинський Житомирської області) — засновник та очільник групи органічних агрокомпаній «ALL IN FOODY». З 2007 до 2017 року засновник та голова правління корпорації «Сварог Вест Груп», депутат Хмельницької обласної ради, засновник фундації «Аграрна наддержава», громадський та благодійний діяч.

## Біографія
Народився 8 лютого 1977 року в м. Новоград-Волинський Житомирської області.  Батько — Гордійчук Андрій Васильович, Заслужений вчитель України, мати — Гордійчук Наталія Олександрівна — лікаря. З 1983 по 1993 роки навчався у Новоград-Волинській середній загальноосвітній школі № 2. У 1998 року закінчив Полтавський університет економіки і торгівлі за спеціальністю «Економіка і підприємництво». Одружений, має троє дітей.

## Кар'єра
- Після закінчення університету, працював на посаді економіста-організатора в агрофірмі «Волинь», яку згодом і очолив.
- У 2003 році Андрія Гордійчука було призначено на посаду заступника голови правління із сільськогосподарського виробництва ВАТ «Шепетівський цукровий комбінат».
- З 2007 по 2017 роки — засновник та голова правління корпорації «Сварог Вест Груп» (Svarog West Group).
- З 2017 року — ініціатор створення найбільшого в країні органічного кластеру, засновник та очільник групи органічних агрокомпаній «ALL IN FOODY».

## Благодійна діяльність

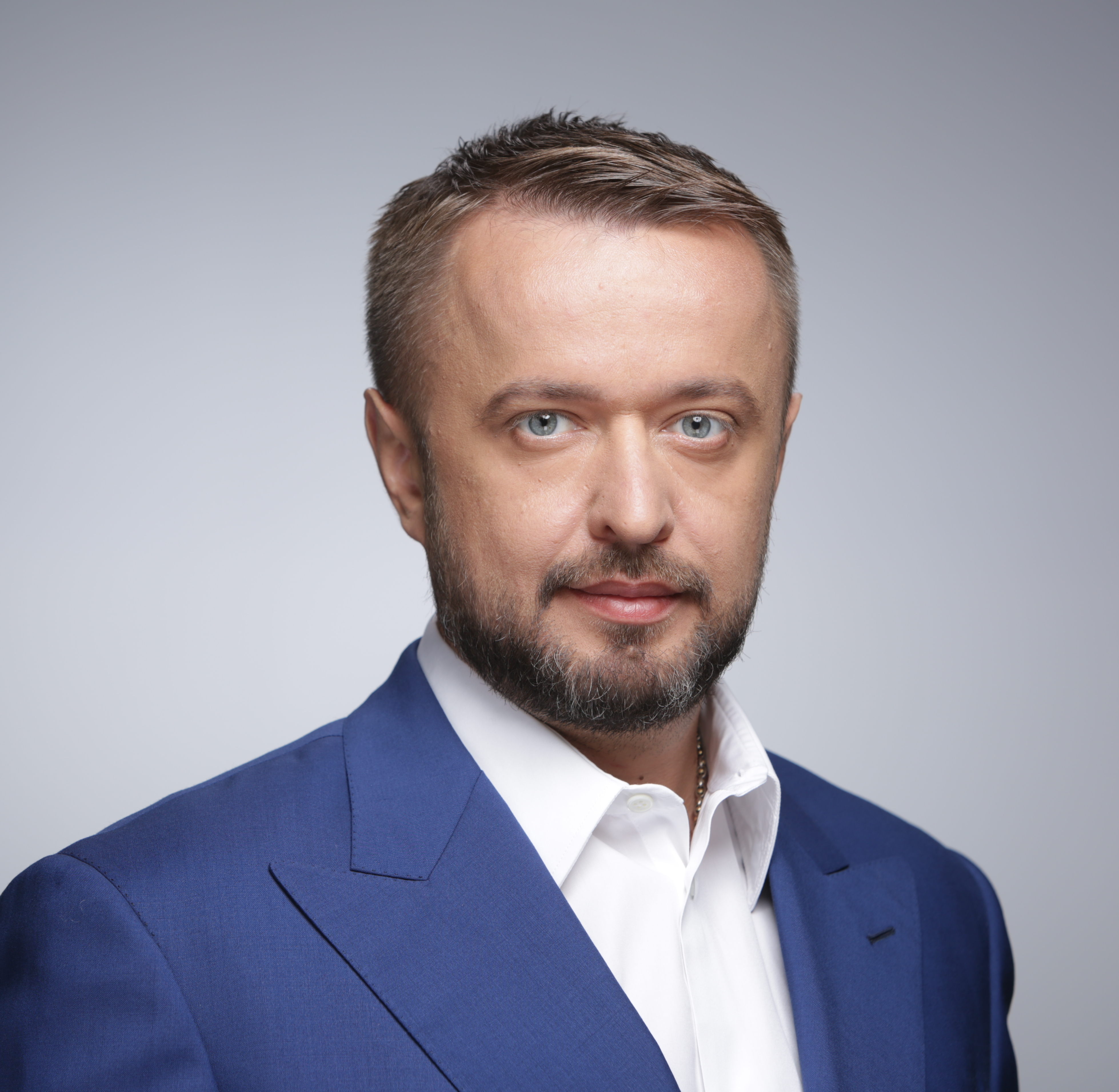

Перший президент та Голова наглядової ради Благодійного Фонду «Зміцнення громад», який 4 роки поспіль очолював Національний рейтинг благодійників у категорії «Обсяги витрат на благодійність від 10 млн грн» та здобув перемогу у таких номінаціях як: «Благодійний фонд», «Кількість залучених волонтерів у 2014 році», «Витрати у сфері науки та освіти», «Витрати у сфері мистецтва та культури», «Обсяг благодійного бюджету» та «Підтримка сфери науки і освіти».
У 2016 році заснував фундацію «Аграрна наддержава».

## Політична діяльність
- 2006 р. — депутат Шепетівської районної ради V скликання. Член Президії районної ради та член Постійної комісії з питань розвитку агропромислового комплексу, земле- та водокористування.
- 2010 р. — депутат Хмельницької обласної ради VІ скликання. Член постійної комісії обласної ради з питань власності та приватизації.
- 2015 р. — депутат Хмельницької обласної ради VІІ скликання. Член постійної комісії обласної ради з питань бюджету та фінансів.
- 2017 р. — вийшов із фракції Аграрної партії України.

## Нагороди
Державні нагороди:
- орден «За заслуги» ІІІ ст.[1]
- подяка Прем'єр–міністра України за значний особистий внесок в економічне зміцнення України
- галузева відзнака Міністерства аграрної політики та продовольства України «Знак Пошани»

Суспільні нагороди:
- переможець Всеукраїнського конкурсу «Благодійник року-2007»
- загальнонаціональна відзнака «Людина року 2012» у номінації «Аграрій року»
- золотий нагрудний знак «За високий професіоналізм» від Національної академії аграрних наук України
- отримав звання «Лідер агропромислового комплексу України — 2016».
- орден «За трудові досягнення» ІV ступеня Всеукраїнського відкритого Рейтингу популярності та якості «Золота фортуна» (2005 року)
- орден «Почесного Хреста» Національного рейтингу «Ліга кращих» в Україні (2010 рік)
- орден Української Православної Церкви «Андрія Первозванного»
- орден УПЦ Преподобного Іллі Муромця ІІ ступеня
- орден святого Миколи Чудотворця «За примноження добра на землі»
- орден Святого апостола Андрія Первозванного
- орден апостола Іоана Богослова